# Marble Hill
Marble Hill – miasto w Stanach Zjednoczonych, w stanie Missouri, siedziba administracyjna hrabstwa Bollinger.